# Niszczyciele typu Leone
Niszczyciele typu Leone – typ włoskich niszczycieli zamówiony podczas I wojny światowej, w 1917 r., jednak wskutek braku stali ich budowę przerwano, powrócono do niej w 1920 r., ograniczając jednak zamówienie z pięciu okrętów do trzech (wycofane jednostki nosiły nazwy "Lince" i "Leopardo"). Wszystkie okręty zbudowano w stoczni Ansaldo w Genui. Okręty nosiły nazwy dzikich kotów, nazwa wywodzi się od pierwszego okrętu w klasie.
Okręty zmodernizowano w 1936 r. przygotowując je do służby w koloniach, i przeniesiono do Włoskiej Afryki Wschodniej, gdzie służyły w 5 Dywizjonie Niszczycieli Włoskiej Flotylli Morza Czerwonego.
Wszystkie okręty uczestniczyły w kampanii 1941 r.; zostały zatopione przez własne załogi.

## Lista okrętów
- "Leone" – położenie stępki 23 listopada 1921, wodowany 1 października 1923, wcielenie do służby 1 lipca 1924, wpadł na skały i został zatopiony przez załogę 1 kwietnia 1941
- "Pantera" – położenie stępki 19 grudnia 1921, wodowany 18 października 1923, wcielenie do służby 28 października 1924, zatopiony przez załogę 3 kwietnia 1941
- "Tigre" – położenie stępki 23 stycznia 1922, wodowany 7 sierpnia 1923, wcielenie do służby wcielenie do służby 10 października 1924, zatopiony przez załogę 3 kwietnia 1941